# Eyes (舞の曲)
「Eyes」（アイズ）は、舞の通算2作目のシングル。2006年4月12日にrhythm zoneよりリリース。

## 解説
前作「Reborn」より約4ヶ月後のリリース。前作に続きPVやジャケットはセミヌードとなっている。同年にリリースしたファーストアルバム『MAISELF』に収録されている。

## 収録曲

### Disc1 (CD)
1. Eyes
作詞：舞 / 作曲・編曲：RAM RIDER
フジテレビ系「奇跡体験!アンビリバボー」エンディングテーマ
2. Rainbow
作詞：JUSME / 作曲：MONK / 編曲：Akira Murata
3. Eyes (Instrumental)
4. Rainbow (Instrumental)

### Disc2 (DVD)
1. Eyes (MUSIC VIDEO)